# Конституція Хорватії

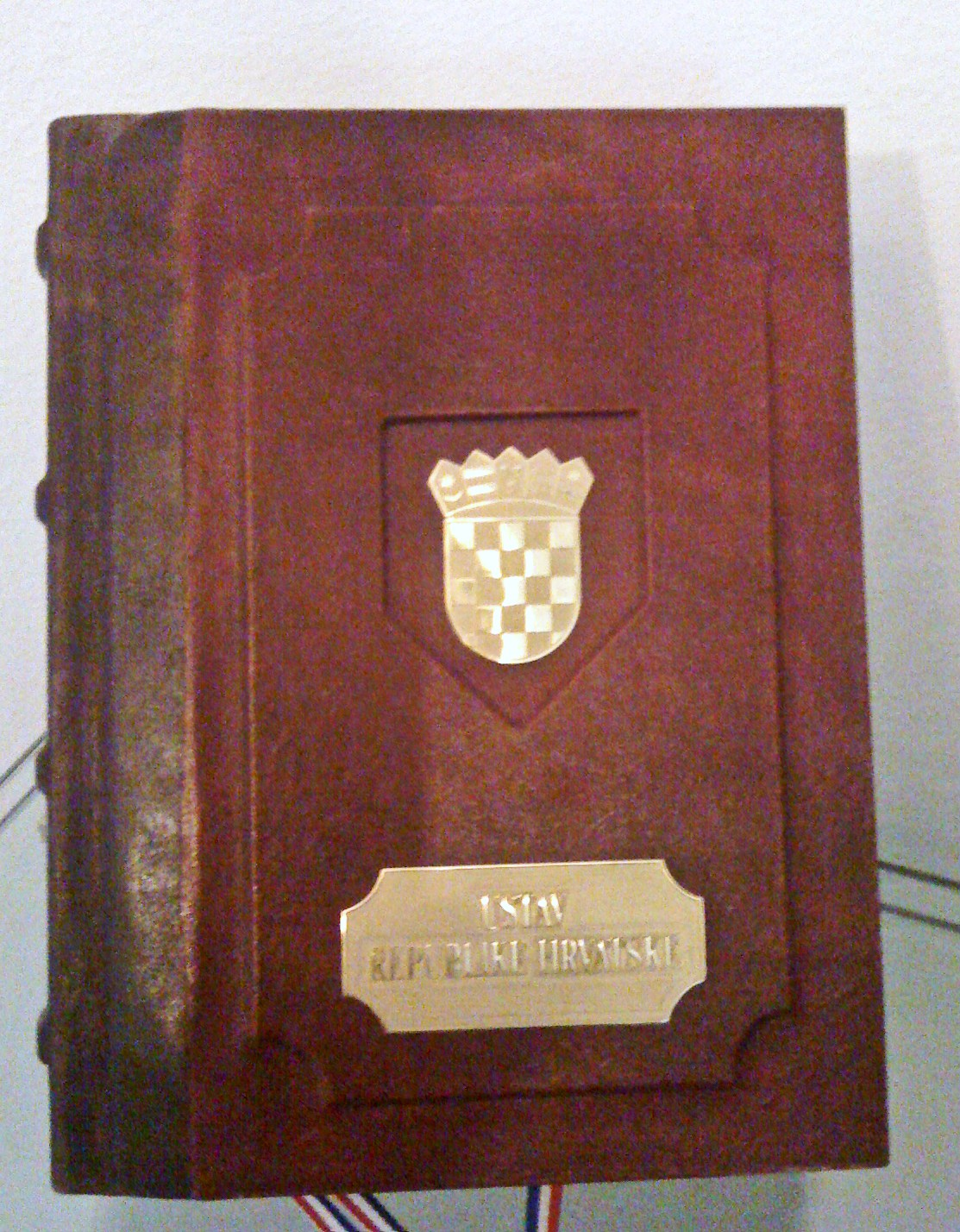
Примірник Конституції Республіки Хорватії, який зберігається у холі Конституційного Cуду Республіки Хорватії

Конститу́ція Респу́бліки Хорва́тія (хорв. Ustav Republike Hrvatske) — найвищий політико-правовий закон та основоположний установчий документ хорватської держави, ухвалений хорватським парламентом на своїй сесії 21 грудня 1990 року і урочисто проголошений 22 грудня 1990 року (т. зв. «Різдвяна Конституція»). Перші поправки до Конституції внесла Палата представників тоді двопалатного Сабору Законом про внесення змін і доповнень до Конституції від 12 грудня 1997 року. Інші поправки під назвою Зміна Конституції Республіки Хорватії прийнято 9 листопада 2000 року, після чого відбулася ще одна Зміна Конституції Республіки Хорватії, датована 28-м березня 2001 року. Останні поправки до Конституції Парламент Хорватії ухвалив на своєму засіданні 16 червня 2010 року.
Конституція Хорватії належить до сучасних демократичних конституцій, дві третини якої містять норми, що стосуються захисту основних прав і свобод. Вона включає в себе 10 частин (розділів), а за кількістю статей (152) і обсягом тексту є однією з найкоротших європейських конституцій.

## Структура конституції
- Розділ I. Історичні підстави
- Розділ II. Основні положення
- Розділ III. Захист прав людини і основних свобод
- Розділ IV. Організація державної влади
- Розділ V. Конституційний Суд Республіки Хорватії
- Розділ VI. Місцеве, локальне (регіональне) самоврядування
- Розділ VII. Міжнародні відносини
- Розділ VIII. Європейський Союз
- Розділ IX. Зміна Конституції
- Розділ X. Прикінцеві положення

## Огляд поправок

### Зміни 1997 року
За ці зміни голосувало 86 депутатів, 24 були проти, вісім утрималося і дев'ять депутатів були відсутні.
Згідно з поправкою у розділі І «Історичні підстави» Конституції Хорватії «Республіка Хорватія створюється як національна держава хорватського народу та держава представників автохтонних національних меншин: сербів, чехів, словаків, італійців, угорців, євреїв, німців, австрійців, українців, русинів та інших, хто є її громадянами». Змінено і пункт 2 розділу І «Історичні підстави»: «Новою Конституцією Хорватії 1990 р. і перемогою у Вітчизняній війні (1991—1995 рр.) хорватський народ висловив свою рішучість і готовність до утвердження і збереження Республіки Хорватії як самостійної і незалежної, суверенної і демократичної держави». Назву Сабор Республіки Хорватії змінено на Хорватський державний сабор, а Національний банк Хорватії на Хорватський національний банк.
Одна з найважливіших змін Конституції стосувалася внесення поправки до статті 135 про заборону ініціювати процес входження Республіки Хорватії в союзи з іншими державами, де це входження призвело б або могло призвести до відновлення єдиної югославської держави або якої-небудь спільної балканської держави в будь-якій формі. З Конституції повністю вилучено колишній розділ IX «Перехідні та прикінцеві положення» тобто положення, які на той момент вже повністю себе вичерпали або були виконані, адже Конституція Республіки Хорватії ухвалювалася в 1990 р., коли остання офіційно була ще частиною тодішньої держави Югославії, а після цього відбулося багато подій, найзначніші з яких це Акт проголошення суверенітету і незалежності (25 червня 1991 року) та Рішення про припинення всіх державно-правових зв'язків з СФРЮ (8 жовтня 1991 року). Процес конституційних змін ініціював президент Хорватії Франьо Туджман.

### Зміни 2000 року
Конституційними змінами, прийнятими 9 листопада 2000 року, відповідно до передвиборних обіцянок коаліції з шести партій, які прийшли до влади на виборах в Республіці Хорватії, здійснено перегляд Конституції. Зміни до Конституції Палата депутатів ухвалила 106 голосами «за», 35 «проти», а один депутат утримався.
Згідно зі змінами, хорватський парламент дістав назву Хорватський сабор і залишився двопалатним, при цьому роль і місце Палати жупаній визначено інакше. Їй надано право спільного прийняття рішень щодо законів, які стосуються питань прав людини, виборчої системи та кола повноважень органів державної влади. Відкладальне вето цієї палати обмежується тільки в разі порушення прав одиниць місцевого і регіонального самоврядування в законах, які вона не приймала разом з Палатою депутатів. До положення, згідно з яким Президент Республіки на пропозицію уряду і за підписом прем'єр-міністра після консультацій з представниками фракцій парламентських партій міг розпустити Палату депутатів, було додано уточнення, відповідно до якого, глава держави міг розпустити Палату депутатів у випадку, якщо на вимогу уряду висловити йому вотум довіри палата цього не зробить (висловить вотум недовіри), або якщо протягом 120 днів палата не прийме державний бюджет. У Конституцію, поряд з місцевим, вперше було введено поняття територіального або регіонального самоврядування. У положення про фундаментальні цінності було внесені і такі, що торкаються рівноправності статей. Згідно з прийнятими змінами, парламент повинен провести референдум з важливих питань, якщо під проханням про це підпишуться 10 відсотків виборців Хорватії. У Конституцію також було включено положення про «позитивну дискримінацію», при якій для меншин законом може забезпечуватися поряд із загальним виборчим правом і окреме виборче право.
Цими конституційними змінами запроваджено нову систему державного устрою тобто замінено напівпрезидентську систему на т. зв. чисту парламентську систему. За словами професора конституційного права та порівняльної політики Загребського університету Бранка Смерделя, мова йшла не про те, яку «систему організації влади» застосувати, і ще менше про теоретичну «чистоту» і гармонійність системи, яку належало б застосувати, а про політичні вимоги, наскільки їх можливо втілити в життя конституційними положеннями, встановити інституційні бар'єри поновленню високо централізованої системи персоналізованої влади Президента Республіки, яка розвинулася протягом попередніх десятьох років і до якої, на думку широкого загалу, значною мірою спричинилася так звана напівпрезидентська система, породжена Конституцією 1990 року. Мета конституційних змін полягала у створенні системи відповідальної, але водночас і дієвої виконавчої влади.

### Зміни 2001 року
Цю зміну Конституції хорватський парламент ухвалив 28 березня 2001 року. За зміну проголосували 103 депутати, проти — 36 депутатів. Зміна полягала в скасуванні другої палати хорватського парламенту — Палати жупаній та припиненні повноважень голови Верховного суду і голови та членів Державної судової ради. Безперечно, визначальною конституційною зміною 2001 р. було скасування двопалатності хорватського парламенту, що відновлювало хорватську історичну парламентську традицію, адже раніше, до «Різдвяної конституції», Сабор ніколи не мав двох палат.

### Зміни 2010 року
Рішення про внесення цих змін у Конституцію Хорватії хорватський парламент ухвалив 30 квітня 2010 року на пропозицію хорватського уряду від 1 жовтня 2009 року і пропозицію, подану депутатами парламенту Хорватії 16 жовтня 2009 року. Зміну Конституції схвалено 16 червня 2010 року. За це проголосували 133 депутати, четверо було проти і один утримався.
Цією зміною з огляду на можливе подальше членство в ЄС пом'якшено умови для ухвалення рішення про референдум: замість колишньої більшості всіх зареєстрованих виборців в майбутньому буде достатньо більшості виборців, що візьмуть участь у референдумі. Зміна Конституції дозволила використовувати Європейський ордер на арешт з моменту вступу Хорватії у члени ЄС, а також, ще перед вступом у ЄС, дозволила видачу хорватських громадян судовим органам інших країн на основі міжнародних договорів.
Зміцнено незалежність судової влади і забезпечено незалежні вибори співробітників судових органів, а також повну незалежність Хорватського національного банку та Національного ревізійного управління.
Громадяни країн-членів ЄС матимуть після приєднання Хорватії до ЄС право голосу на місцевих виборах, а суди наділяються повноваженнями безпосередньо застосовувати законодавство ЄС.
До Конституції додано і окремий розділ, яким закладено правові підстави для хорватського членства в ЄС та участі в європейських інституціях.
Окрім «змін для Євросоюзу», в преамбулу Конституції було включено всі 22 національні меншини, а також формулювання про перемогу хорватських фронтовиків у справедливій, законній і визвольній Вітчизняній війні. У Конституції говориться і про те, що держава особливо піклується про ветеранів, хорватських інвалідів війни, вдів і дітей полеглих оборонців Хорватії.
Хорватські громадяни без постійного місця проживання в Хорватії в майбутньому на виборах голосуватимуть виключно в місцях дипломатичних і консульських представництв у країнах постійного місця проживання, але обиратимуть фіксовано трьох депутатів парламенту, незалежно від того, скільки з них прийде на виборчі дільниці.
Конституційні судді обиратимуться не простою більшістю, а двома третинами голосів усіх членів парламенту Хорватії, а суддя, строк повноважень якого закінчився, якщо парламент не зможе призначити нового, залишатиметься на цій посаді до шести місяців після закінчення терміну дії повноважень.
Вилучено положення, згідно з яким Канцелярія Президента Республіки Хорватії регулювалась окремим законом, а її устрій і обсяг повноважень визначав сам президент власним рішенням.
Про направлення хорватських військовослужбовців за межі Хорватії парламент у майбутньому вирішуватиме не двома третинами, а простою більшістю голосів від загальної кількості депутатів, але за згодою президента. Якщо президент не дасть згоди, рішення приймається двома третинами голосів.
Особливою більшістю депутатів у майбутньому ухвалюватиметься і державний бюджет. Змінено конституційне положення про початкову освіту, яким перед зміною тільки початкова освіта визначалася як обов'язкова і безкоштовна. Право на доступ до інформації стало конституційною категорією, змінами посилено і роль омбудсмана Хорватії, якому надано імунітет від судового переслідування, який мають депутати.